# Xã Harrison, Quận Vernon, Missouri
Xã Harrison (tiếng Anh: Harrison Township) là một xã thuộc quận Vernon, tiểu bang Missouri, Hoa Kỳ. Năm 2010, dân số của xã này là 299 người.